# Institut syndical d'études et de recherches économiques et sociales
 (juillet 2012).
L'Institut syndical d'études et de recherches économiques et sociales (abrégé en ISERES) était un Institut de recherches économiques et sociales de la CGT qui travaillait et publiait sur les thèmes suivants :
- Nouvelles, économie, emploi et travail
- Discrimination, égalité
- Santé, conditions de travail
- Emploi, entreprises, territoires
- international
- syndicalisme